# Gonçalo Anes Bandarra

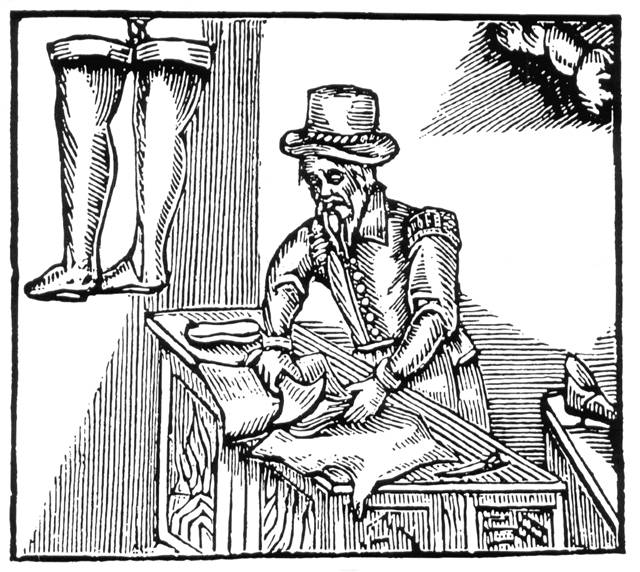
Goncalo Anes Bandarra bei seiner Tätigkeit als Schuhmacher

Gonçalo Anes Bandarra (* um 1500 in Trancoso, Distrikt Guarda, Portugal; † 1556 in Trancoso) war ein portugiesischer Dichter, Prophet und Schuhmacher in Trancoso. Man nannte ihn auch den „portugiesischen Nostradamus“.

## Leben und Werk

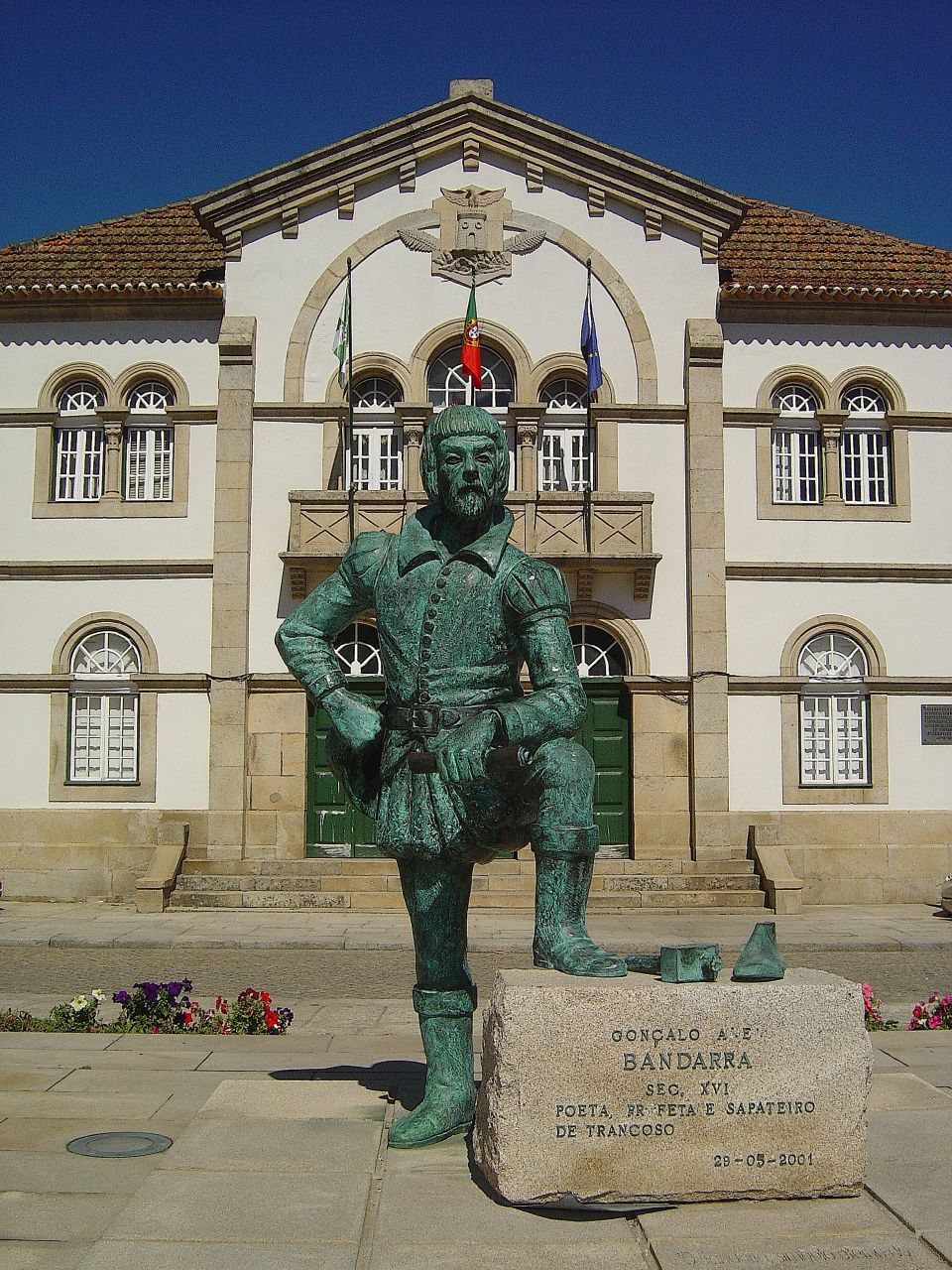
Denkmal für Bandarra in seiner Heimatstadt Trancoso

Bandarra war in der kleinen Ortschaft Trancoso als Schuhmacher tätig. Seit seiner Jugend schrieb er Verse. Zwischen 1530 und 1540 tauchten Manuskripte auf, in denen seine Verse geschrieben waren, gleichzeitig waren die Verse Weis- und Voraussagen, Prophezeiungen über künftige Ereignisse, die Portugal betrafen und – wie man heute weiß – komplett so eintrafen, wie er sie vorausgesagt hatte.
Mit seinen im Alten Testament inspirierten Prophezeiungen hatte er besonderen Erfolg unter den Neuchristen (konvertierten Juden), obwohl er anscheinend nicht selbst zu dieser Gruppe gehörte. Seine Verse brachten ihm 1541 eine Vorladung vor das Heilige Offizium der Inquisition in Lissabon ein. Dort wurde er verurteilt, seine Verse wurden verboten und er durfte öffentlich nicht mehr seine eigenwilligen Auslegungen der Bibel verkünden. Diverse Manuskripte der Verse durchliefen die Bevölkerung und wurden unter Hand weitergeleitet. Das Buch wurde eine Art nationale Bibel Portugals neben den Lusiaden  des Camões. Eine Übertragung ins Deutsche ist bis zum heutigen Zeitpunkt nicht erfolgt.

## Die Prophezeiungen

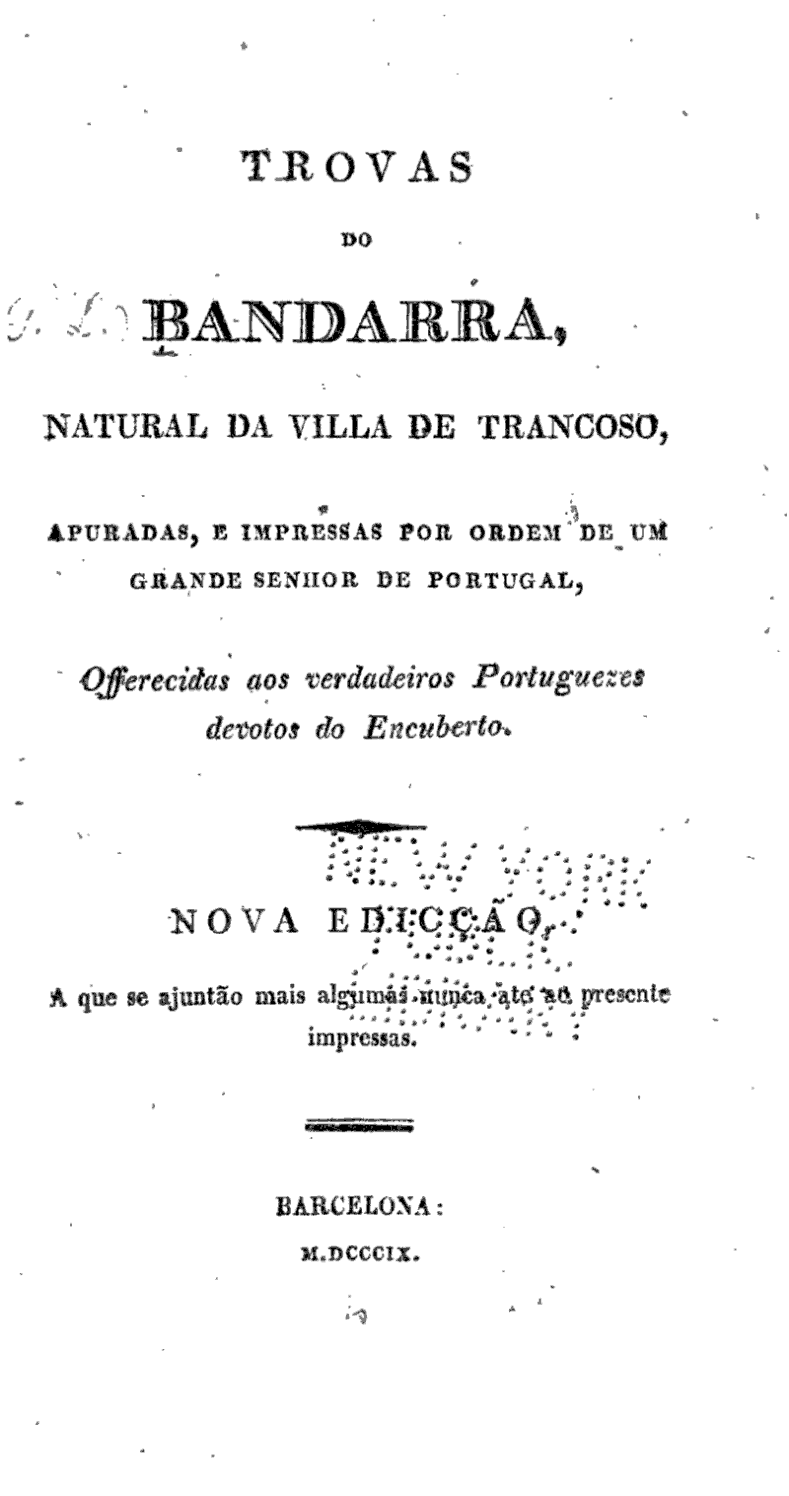
Frontispiz der Ausgabe seiner Verse aus dem Jahre 1809

Die gereimten Verse, eingeteilt in Strophen, erschienen erstmals 1603 in Paris im Druck. Dom João de Castro, ein nicht weiter bekannter Mann, brachte diese unter dem Titel Paraphrase et concordancia de alguas prophecias de Bandarra, capateria de Trancoso, por Ioam de Castro, 1603 heraus. 1644 wurden sie in Nantes, 1809 in Barcelona und 1815 in London nachgedruckt.
In den Versen wurde von einem „ersehnten“ portugiesischen König gesprochen, der in Marokko sein Ende finden und jung sterben werde. Außerdem werde Portugal von Kastilien für lange Zeit besetzt, bis dann ein König komme und das Land befreie. Bandarra nennt den Retterkönig stets nur „der Ersehnte“ (O Desejado) oder „der Verhüllte“ (O Encuberto). Seine Prophezeiungen wurden im späteren 16. Jahrhundert auf den König Sebastian bezogen, den ungewöhnlichsten König, den Portugal jemals hatte. Er war der Sohn des eigentlichen Thronfolgers und wurde 1554 – nur zwei Jahre vor dem Tode Bandarras – geboren und nur 24 Jahre alt, blauäugig, blondhaarig, impotent und exzentrisch. Schon der Name des Königs wurde auf religiöse Bedeutungen abgeklopft, so war er doch der erste und einzige König der Weltgeschichte dieses Namens und starb als Märtyrer für den katholischen Glauben, wie sein Namenspatron, der Heilige Sebastian in der Antike. Alles hatte Bandarra genauso vorausgesagt. Auch die verheerende Niederlage in der Schlacht von Alcácer-Quibir sagte er voraus.
Leser im 17. Jahrhundert glaubten mit dem „Verhüllten“ König Dom João IV. geweissagt, der 1640 unerwartet die Personalunion mit Spanien beendete und Portugal seine alte Unabhängigkeit wiederbrachte. Auch diese Voraussagungen stimmten überein.
Die Prophezeiungen hatte große Auswirkungen auf das geistliche Leben Portugals: sie gelten als Gründungstheorie für den Sebastianismus, eine messianische Idee, nach der König Sebastian wiederkehre, wenn Portugal in großer Gefahr sei. Der Einfluss wurde auch auf António Vieira, den großen Denker und Humanisten Portugals im 17. Jahrhundert, ausgedehnt, der durch die Verse die Idee des sogenannten „Fünften Reiches“, als das er Portugal ansah, verkündete. Immer wenn Portugal irgendwie in Gefahr schien, so etwa nach dem Erdbeben 1755, dem Einmarsch napoleonischer Truppen 1809, der Gefahr, in den Zweiten Weltkrieg hereingezogen zu werden (ab 1940) oder sogar während der Finanzkrise (etwa ab 2008) erlebten die Verse und Bücher neue Auflagen.
Fernando Pessoa schrieb über Gonçalo Anes Bandarra ein Gedicht, das er in seinem einzigen Gedichtband Mensagem veröffentlichte. Pessoa bezog sich auf Bandarra und ging wie Vieira davon aus, dass Portugal das letzte, „Fünfte Reich“ am Ende der Zeiten sein werde. Anders als Vieira aber sprach er nicht von einem politischen, wirtschaftlichen oder geographisch mächtigen Reich, sondern als eine religiöse und geistige Supermacht. Tatsächlich gibt es heute Wissenschaftler, die den Versen von Bandarra zusprechen, von Portugal als eine der bedeutendsten Nationen des Katholizismus weltweit zu sprechen und auch die Bedeutung der portugiesischen Literatur Ende des Zwanzigsten Jahrhunderts (u. a. viele Übersetzungen, Nobelpreis) vorausgesehen zu haben.

## Trivia
Bandarra ist bis heute die bedeutendste Figur seiner Heimatstadt Trancoso geblieben. Ein Denkmal vor dem Rathaus und die Benennung einer Schule erinnern an ihn in der Stadt.
Bandarra ist immerhin drei Jahre älter als sein französisches Pendant, Nostradamus.
Zwei Jahre nach der Geburt von König Dom Sebastian starb Bandarra, für viele ein Beweis seiner Auserwähltheit.